# Comuna Trekleano, Kiustendil
Trekleano (în bulgară Трекляно) este o comună în regiunea Kiustendil, Bulgaria, formată din 19 sate. 

## Localități componente

### Sate
| - Brest - Băzovița - Ceșleanți - Dobri Dol - Dolni Koriten - Dolno Kobile - Dragoicinți | - Gabreșevți - Gorni Koriten - Gorno Kobile - Kiselița - Kosovo - Metohia | - Pobit Kamăk - Sredorek - Sușița - Trekleano - Uși - Zlogoș |

## Demografie
Componența etnică a comunei Trekleano
     Romi (1,9%)
     Bulgari (97,45%)
     Nicio identificare (0,47%)
     Altele (0,31%)
La recensământul din 2011, populația comunei Trekleano era de 629 locuitori. Din punct de vedere etnic, majoritatea locuitorilor (97,45%) erau bulgari, cu o minoritate de romi (1,9%). Pentru 0,47% din locuitori nu este cunoscută apartenența etnică.